# Knajpa
Knajpa je kiosek zbudovaný v nadmořské výšce 996 metrů v Jizerských horách na severu České republiky. Jeho provozovatel a posléze i majitel, jímž je Jan Špecián, zde nabízí turistům občerstvení při jejich lyžařských či pěších nebo cyklistických túrách. Špecián v kiosku podniká od počátku 21. století a pocestným nabízí jídlo či pití, které sem denně dováží, nebo si v zimě mohou lyžaři na roztopených kamnech usušit své oděvy.
V kiosku je jedno zároveň z míst, kde je v případě nouze k dispozici defibrilátor (AED).